# 1re législature de la Saskatchewan

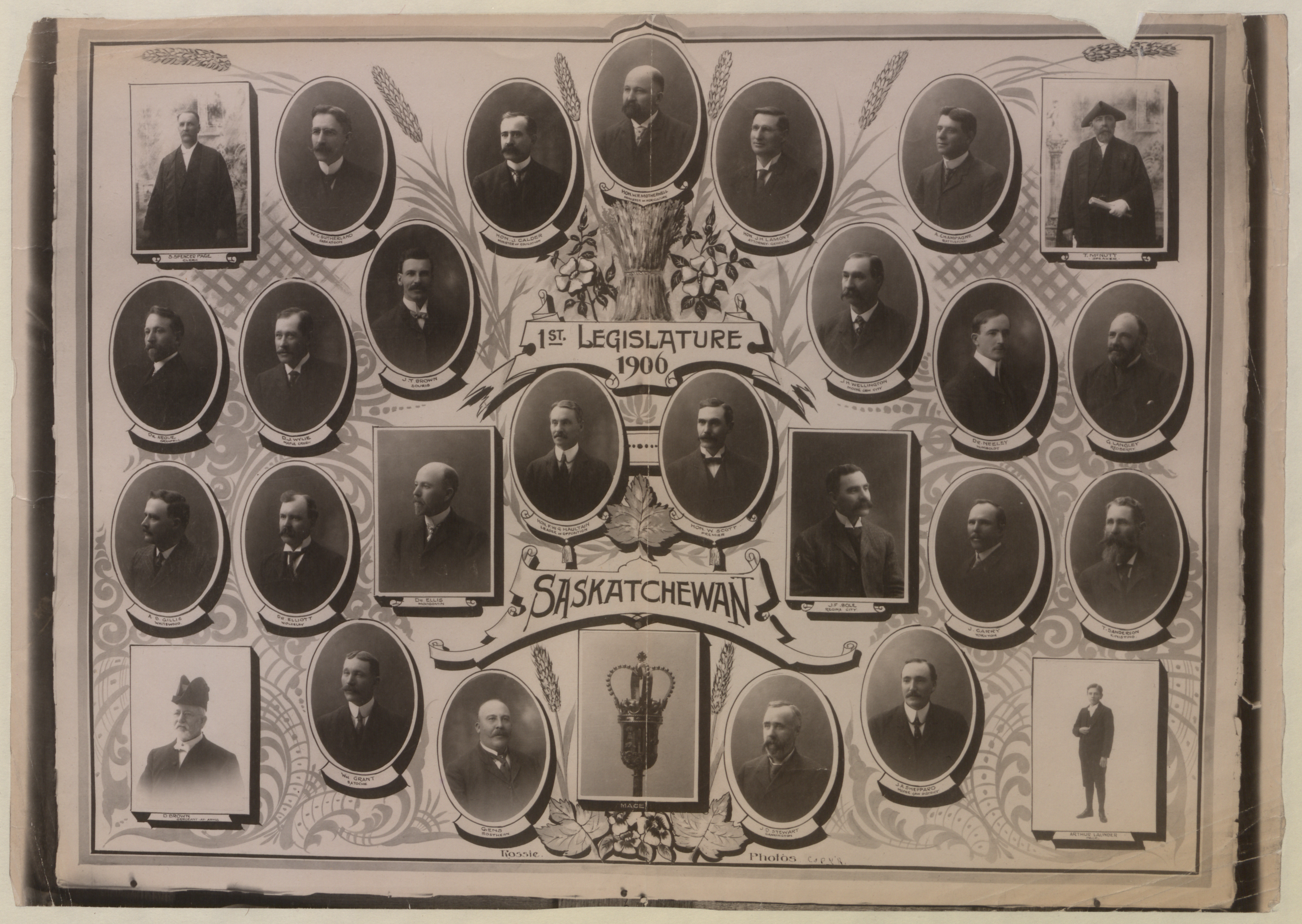
1re législature, 1906, Saskatchewan. Edgar C. Rossie, British Library.

La 1re législature de la Saskatchewan est élue suivant les élections générales de 1905, les premières élections tenues dans la province nouvellement créée. L'Assemblée siège du 29 mars 1906 au 10 juillet 1908. Le parti libéral dirigé par Thomas Walter Scott forme le gouvernement et l'opposition officielle est assumée par le Provincial Rights Party (en) de Frederick W. A. G. Haultain.
James Trimble sert comme président de l'Assemblée.

## Membres du parlement
Les membres du parlement suivants sont élus à la suite de l'élection de 1905:
|  | Circonscription électorale | Membre                            | Parti                  |
|  | -------------------------- | --------------------------------- | ---------------------- |
|  | Batoche                    | William M. Grant                  | Libéral                |
|  | Battleford                 | Albert Champagne                  | Libéral                |
|  | Cannington                 | John Duncan Stewart               | Libéral                |
|  | Grenfell                   | Andrew William Argue              | Provincial Rights (en) |
|  | Humboldt                   | David Bradley Neely               | Libéral                |
|  | Kinistino                  | Thomas Sanderson                  | Libéral                |
|  | Lumsden                    | Walter Scott                      | Libéral                |
|  | Maple Creek                | David James Wylie                 | Provincial Rights (en) |
|  | Moose Jaw                  | John Albert Sheppard              | Libéral                |
|  | Moose Jaw City             | John Henry Wellington             | Provincial Rights (en) |
|  | Moosomin                   | Daniel David Ellis                | Provincial Rights (en) |
|  | North Qu'Appelle           | William Richard Motherwell        | Libéral                |
|  | Prince Albert              | Peter David Tyerman               | Libéral                |
|  | Prince Albert City         | John Henderson Lamont             | Libéral                |
|  | Redberry                   | George Langley                    | Libéral                |
|  | Regina City                | James Franklin Bole               | Libéral                |
|  | Rosthern                   | Gerhard Ens                       | Libéral                |
|  | Saltcoats                  | Thomas MacNutt                    | Libéral                |
|  | Saskatoon                  | William Charles Sutherland        | Libéral                |
|  | Souris                     | James Thomas Brown                | Provincial Rights (en) |
|  | South Qu'Appelle           | Frederick William Gordon Haultain | Provincial Rights (en) |
|  | South Regina               | James Alexander Calder            | Libéral                |
|  | Whitewood                  | Archibald Beaton Gillis           | Provincial Rights (en) |
|  | Wolseley                   | William Elliott                   | Provincial Rights (en) |
|  | Yorkton                    | Thomas Henry Garry                | Libéral                |

Notes:

## Représentation
| Parti                    | Parti                    | Membres |
|                          | Libéral                  | 16      |
|                          | Provincial Rights (en)   | 9       |
| Total                    | Total                    | 25      |
| Gouvernement majoritaire | Gouvernement majoritaire | 7       |

Notes:
1. ↑  Le 2 avril 1907, par ordre de l'Assemblée législative, 151 votes enregistrés pour Peter David Tyerman sont annulés et Samuel James Donaldson est déclaré élu.
2. ↑  Ajustement pour souligner le remplacement du député libéral par un député Provincial Rights dans Prince Albert

## Élections partielles
Des élections partielles peuvent être tenues pour remplacer un membre pour diverses raisons:
| Circonscription    | Député élu                         | Parti   | Date de scrutin | Motif                                                                |
| ------------------ | ---------------------------------- | ------- | --------------- | -------------------------------------------------------------------- |
| Prince Albert City | William Ferdinand Alphonse Turgeon | Libéral | 12 octobre 1907 | John Henderson Lamont est nommé à la Cour suprême de la Saskatchewan |